# Rivière Isla (Perthshire)
Pour les articles homonymes, voir Isla.
La rivière Isla (en gaélique écossais: Abhainn Ile) est un affluent du fleuve Tay, dans le Perthshire, en Écosse. Elle coule sur 74 kilomètres au travers de Glen Isla (Gleann Ile) et de Strathmore (en) (Srath Mòr). Elle ne doit pas être confondue avec la rivière Isla de Moray, qui traverse Strathisla.